# Región de Ennedi
Ennedi era una de las veintidós regiones que conformaban la organización territorial de la República de Chad, hasta el 4 de septiembre de 2012, en que fue dividida en dos regiones, Ennedi Oeste y Ennedi Este. Su ciudad capital era Fada.

## Historia
Fue creada 19 de febrero de 2008 a causa de la desaparición de la antigua Región de Borkou-Ennedi-Tibesti.

## Subdivisiones
La región se subdividía en dos departamentos:
| Departamento | Capital   | Subprefecturas                                |
| ------------ | --------- | --------------------------------------------- |
| Ennedi       | Fada      | Fada, Gouro, Kalait, Ounianga Kébir           |
| Wadi Hawar   | Amdjarass | Amdjarass, Bahaï, Bao Billiat, Kaoura, Mourdi |